# Грей, Марк
Марк Грей (англ. Mark Gray, род. 16 августа 1973 года) — английский  профессиональный пулист, также играл на профессиональном уровне в снукер.

## Карьера
До того, как начать свою карьеру в бильярде, Марк Грей работал строителем. Он стал профессионалом в 1991 году. Лучшие достижения в снукере — четвертьфинал Benson & Hedges Championship 2001 года, 1/32 финала British Open (1998, 1999), Welsh Open (1999) и Гран-при (1996). Свой высший брейк — 145 очков — Грей сделал на турнире Scottish Open 2002 года.
Более успешной для него получилась карьера в пуле. В 2008 году Грей входил в состав лучшей команды крупного турнира Mosconi Cup; в том же году он занимал первое место в рейтинге профессиональных пулистов Великобритании в дисциплине «Пул-9».